# Rhagodula nigra
Rhagodula nigra är en spindeldjursart som beskrevs av Roewer 1941. Rhagodula nigra ingår i släktet Rhagodula och familjen Rhagodidae. Inga underarter finns listade i Catalogue of Life.